# Fernand Delmotte
 (novembre 2018).
Si vous disposez d'ouvrages ou d'articles de référence ou si vous connaissez des sites web de qualité traitant du thème abordé ici, merci de compléter l'article en donnant les références utiles à sa vérifiabilité et en les liant à la section « Notes et références ».
Pour les articles homonymes, voir Delmotte.
Fernand Delmotte, né à Jeumont (Nord) le 24 juillet 1920 et mort à Lessines le 4 juillet 1998, est un homme politique belge et un militant wallon.

## Biographie
Il s'oriente vers des études techniques. En mai 1940, il fait la Campagne des 18 jours, mais échappe à la captivité en Allemagne. Il crée une section syndicale du secteur Gazelco à Lessines dont il est le secrétaire alors qu'il est à peine âgé de 24 ans. 
Engagé au sein du Parti socialiste belge, il est le secrétaire politique de la section de Lessines en 1954. Aux élections communales de 1958, il devient bourgmestre de Lessines et le restera jusqu'en 1994. Quelques mois après la Grève générale de l'hiver 1960-1961, il crée une section du Mouvement populaire wallon dans sa ville.
Il est sénateur de l'arrondissement de Soignies en novembre 1962, chef de groupe socialiste au Sénat, et préside le congrès des socialistes wallons de Verviers en novembre 1967. Les socialistes wallons préparent un avenir autonome pour la Wallonie. Après les élections de mai 1968, il devient ministre de l'Économie régionale wallonne (1968) dans le gouvernement Eyskens- Merlot : son idée est de mettre en place les Conseils économiques régionaux prévus dans l'accord de coalition. 
Il met en cause le centralisme bruxellois, étant ainsi le premier membre d'un gouvernement belge à mettre aussi durement en question le système unitaire. Il sera désavoué par l'ensemble de ses collègues flamands et sa déclaration lui vaudra une volée de bois vert de la part de la presse flamande.
Le 16 octobre 1971, il installe le Conseil économique et social de Wallonie à Namur.
Il est ministre des Communications dans le gouvernement suivant de 1971 à 1973.